# 완도읍

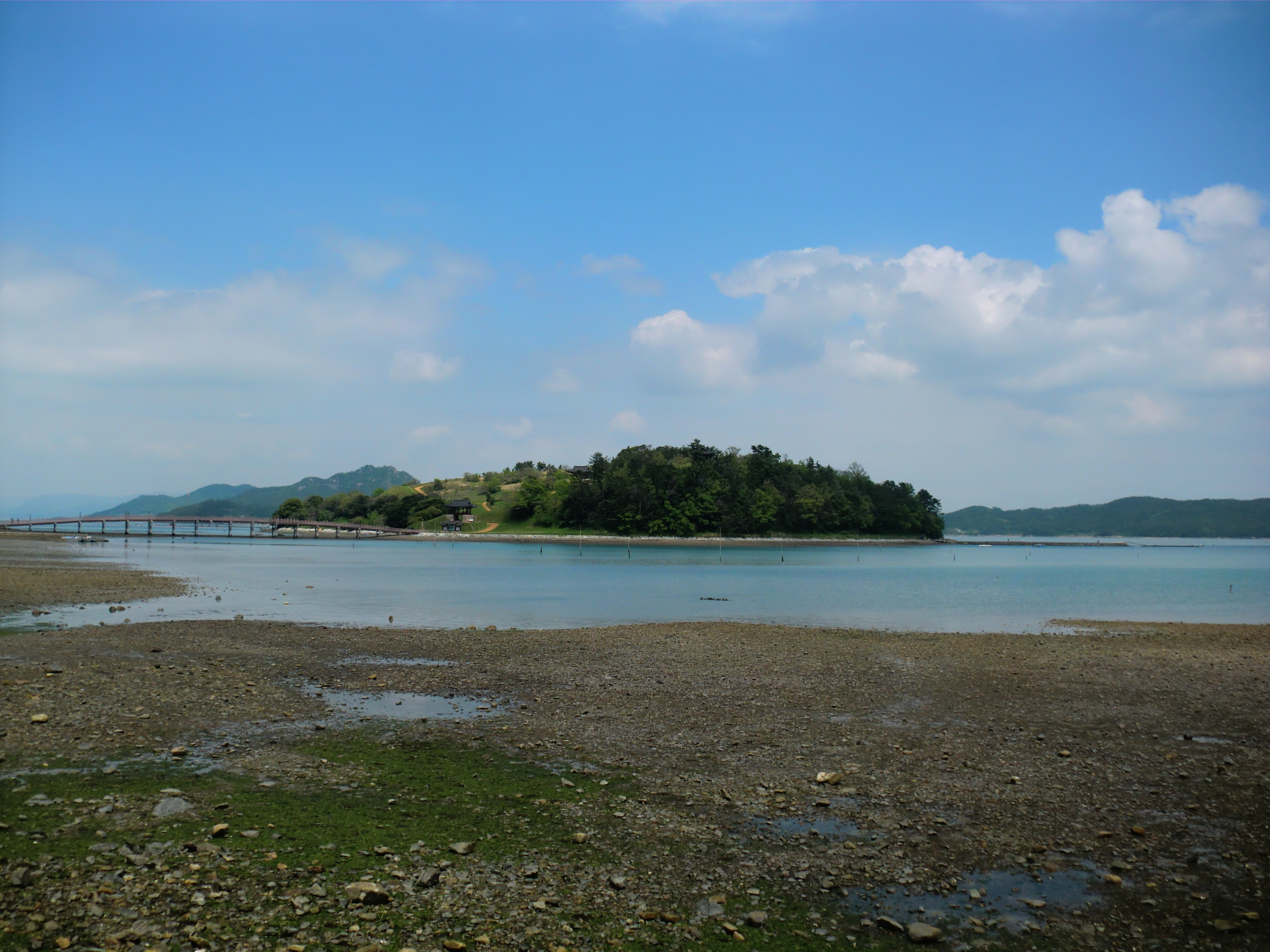
장보고기념관에서 바라본 장도(청해진)

완도읍(莞島邑)은 대한민국 전라남도 완도군의 읍이다. 완도군청 소재지이자 어업의 중심지이다.

## 개요
완도의 남쪽 부분에 있는 조그만 만 안에 위치한 이 읍은 동, 서, 남쪽의 높이가 150ｍ 내외인 낮은 산으로 둘러싸여 있고 북쪽으로 트인 어촌 지역이다. 3 ~ 4백만 속의 김이 일본으로 수출되기도 하였다. 300ｍ 앞 바다에 있는 주도는 둘레가 1km 정도밖에 안 되는 작은 섬이지만 낮에도 하늘이 보이지 않을 정도로 수목이 우거져 있고 또한, 100여 종의 식물군이 분포하여 경치가 아름답다.

## 연혁
- 신라 흥덕왕 3년(828년) : 죽청리, 장좌리 일대에 청해진을 설치
- 신라 문성왕 3년(851년) : 청해진 폐진
- 조선 중종 17년(1522년) : 소가용리에 가리포진을 설치
- 조선 고종 31년(1894년) : 가리포진 폐진
- 조선 고종 33년(1896년) : 설군으로 군내면(郡內面)이라 칭함
- 1914년 : 행정구역 개편으로 완도면(莞島面)이라 개칭
- 1943년 : 읍으로 승격
- 1973년 : 군외면 대야1, 2리가 완도읍으로 편입

## 행정 구역
| 법정리 | 행정리 |
| ------ | --- |
| 가용리 | 대가용리, 소가용리, 신기리, 신기1리, 신기2리                                                                              |
| 군내리 | 개포1리, 개포2리, 개포3리, 남성리, 남향리, 노두리, 당산리, 동망리, 망남리, 서성리, 성내리, 용암리, 주도리, 중앙리, 항동리 |
| 대신리 | 대구리, 대신리 |
| 대야리 | 대야1리, 대야2리 |
| 망석리 | 망석리, 석장리 |
| 장좌리 | 장좌리 |
| 정도리 | 정도리 |
| 죽청리 | 죽청리 |
| 중도리 | 도암리, 사정리, 중도리 |
| 화흥리 | 부흥리, 화개리 |

## 부속 도서
- 유인 도서 : 완도
- 무인 도서 : 옥섬, 장도, 주도, 완도1, 완도2, 장도1

## 교육
- 완도중앙초등학교 : 완도읍 개포로135번길 37
- 완도초등학교 : 완도읍 중앙길 43
  - 구계분교 (폐교) : 완도읍 사정길 11 (중도리)
- 청해초등학교 : 완도읍 청해진로 1374
- 화흥초등학교 : 완도읍 청해진서로 824
- 완도중학교 : 완도읍 청해진남로 88
- 완도여자중학교 : 완도읍 노두목길 20
- 완도고등학교 : 완도읍 개포로135번길 55
- 완도수산고등학교 : 완도읍 장보고대로 141

## 주거

### 아파트
- 진아건설 완도 진아리채 (군내리) : 2016년 2월 입주.

## 교통
- 국도 제13호선, 국도 제77호선
- 완도종합버스터미널
- 교량 : 신지대교
- 완도연안여객선터미널